# 音楽の壺
音楽の壺（おんがくのつぼ）は、RKKラジオで放送されていたラジオの帯番組（音楽番組）。2020年度のナイターオフに編成されていた。

## 概要・番組内容
週を通して、音楽の特定のジャンルや特定のグループ、ミュージシャン等にスポットを当て、エピソード等を交えて紹介する番組。
前年度及び次年度に放送された「奥田圭のおんこちラジオ」と類似のコンセプトを持つともいえる。

## 出演者
- DJ MASCOT
  - 羽田一郎、久保田利伸等と共にファンクバンド「ホッテントット」の元メンバーであり、RKKラジオのテクニカルディレクターである、増子和由のクラブDJ及びラジオパーソナリティとしての名義。「DJ MASCOT」初[注釈 1]の帯番組であった。

## その他
- この当時、水曜22時台は同じく「DJ MASCOT」が担当する番組「Mash up! Radio」[注釈 2]が、木曜22時台には増子がディレクションを担当していた「桂木まやの映画大好き!」[注釈 3]が放送されており、水・木は15分間のQR製作のネット番組「ココロのオンガク 〜music for you〜」を挟んで、増子担当の番組が連続する編成となっていた。